# Verklighetsbaserat lärande
Verklighetsbaserat lärande (VBL) sker när studerande får möjlighet att vara aktiva, ta ansvar och lösa problem som överskrider de traditionella ämnesgränserna. Problemlösningen sker i samverkan med människor utanför traditionella utbildningsinstitutioner och de resultat som de studerande presenterar är till nytta även utanför skolan.
Eleven är aktiv, tar ansvar och löser problem.
För elever ska bli motiverade är det viktigt att de själva känner att de har ansvar för och kontroll över den egna lärprocessen. Den traditionella skolan har varit dålig på att skapa situationer där eleverna känner detta. Eleverna har ofta svarat på tillrättalagda frågor som i större utsträckning tillgodoser lärarens behov av att uppgifterna är lätträttade än elevens behov av att känna att de är meningsfulla.
Problemen är komplexa och överskrider ämnesgränserna.
Livet utanför skolvärlden är sällan indelat i de ämnen och kurser som finns på skolans schema. De kunskaper och färdigheter som man lär i skolan används i en mix allt efter behov. För många av de elever som slutar skolan och förväntas använda det de lärt sig kommer detta dessvärre som en överraskning.
Problemlösning sker i samspel med vuxenförebilder i närsamhället.
Det är inte bara ämnesmässigt som uppgifterna i skolan behöver sättas in i ett helhetssammanhang. Lika viktigt är det att eleverna känner att det de gör i skolan har relevans utanför skolan. När eleverna arbetar med uppdrag och projekt i samarbete med vuxenförebilder i närsamhället får de möjlighet att sätta in sina kunskaper i ett verkligt sammanhang och ta ansvar för att bygga upp och underhålla en relation till dessa vuxna. Detta bidrar både till att eleverna ser mening i det de lär sig och att de utvecklar sina sociala färdigheter.
Resultatet är till nytta utanför skolan.
Något som skapar ytterligare motivation bland elever är när de får möjlighet att utföra verkliga projekt som uppdragsgivaren har en konkret nytta av. Denna typ av uppdrag och projekt har också potential att höja skolans status som kunskapare i samhället.
Progression leder till metakognition
Det är också viktigt att det verklighetsbaserade lärandet sätts in i en process där eleverna själva kan se sin utveckling. När elever genomför en serie verklighetsbaserade projekt i samarbete med skolans omvärld lär de sig att planera, genomföra, presentera och utvärdera. Genom de återkommande utvärderingarna ser de själva sin utveckling i processen.